# Лаффит, Жак (автогонщик)
Жак-Анри́ Лаффи́т (фр. Jacques-Henri Laffite, 21 ноября 1943, Париж) — французский автогонщик, участник чемпионатов мира по автогонкам в классе Формула-1, чемпион Европы по автогонкам в классе Формула-2 (1975), и чемпион Франции в Формуле-3 (1973). Почти все свои достижения в Формуле-1 заработал, являясь пилотом команды Ligier, за которую он выступал в течение 9 сезонов. В качестве пилота «Лижье» Лаффит одержал 6 побед и 31 раз побывал на подиуме из 32 в своей карьере.

## Карьера
Родился 21 ноября 1943 года в Париже.
Дебютировал в Формуле-1 в сезоне 1974 года в команде Фрэнка Уильямса в последних пяти гонках, но финишировать удалось лишь раз, в Австрии, причем вне пределов классификации, а в Канаде удалось оказаться классифицированным, несмотря на сход. На следующий сезон дела шли не лучше, получилось всего два финиша на 11-х местах, но на сложной трассе Нюрбургринг в Германии удалось финишировать на высоком втором месте, заработав тем самым первые очки.
В 1976 году перешёл во французскую команду «Лижье», с которой смог в этом сезоне заработать 20 очков и стартовать с поул-позиции в Гран-при Италии 1976 года. А в следующем сезоне на Гран-при Швеции 1977 года сумел одержать первую победу в Гран-при.

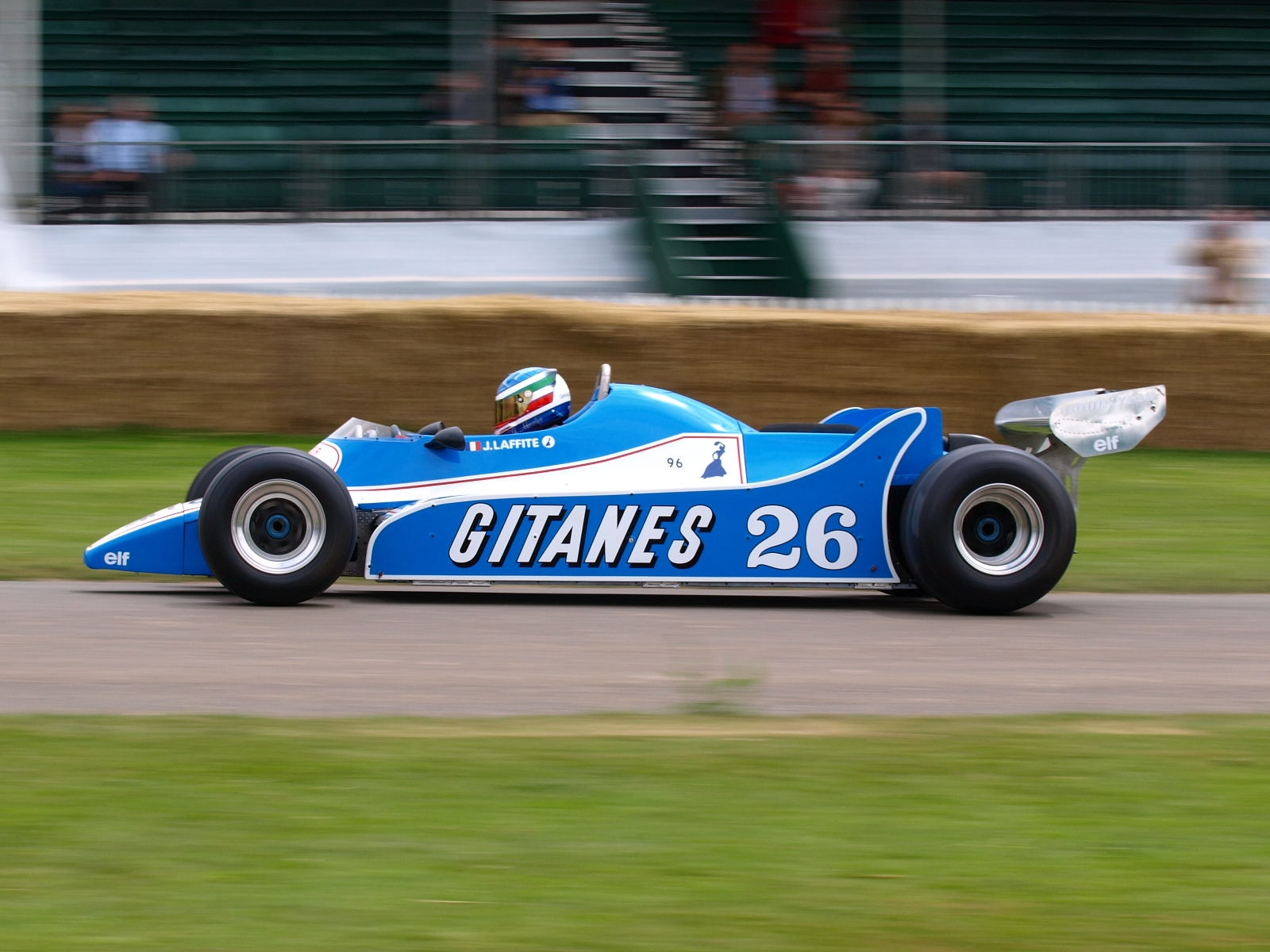
Ligier JS11 Лаффита на фестивале скорости в Гудвуде, 2008 год.

Сезон 1979 года начался с двух побед, однако последовавшая затем серия сходов позволила ему занять лишь 4-е место по итогам сезона. Последующие два сезона Жак также окончил на 4-м месте, одержав ещё три победы в Гран-при, причём в 1981 году он был одним из трёх претендентов на титул наряду с Карлосом Ройтеманом и Нельсоном Пике. В сезоне 1982 года Жак с 5 очками финишировал на 17-м месте и покинул команду «Лижье», вернувшись на два сезона в команду Фрэнка Уильямса. Однако не показав выдающихся результатов в сезоне 1985 года, возвращается в команду «Лижье». В первом же сезоне, после возвращения Жак трижды поднимается на подиум.
В сезоне 1986 года Жак набрал 14 очков в первых восьми гонках, но на Гран-при Великобритании 1986 года в результате аварии сломал обе ноги и не смог продолжить участие в чемпионате и больше не участвовал в гонках Формулы-1.
После восстановления участвовал в гонках на автомобилях класса «туризм». С 1990 по 1992гг выступал в чемпионате ДТМ сначала за БМВ, затем за «Мерседес» (всего провёл 65 гонок, одержал 1 победу и 5 раз поднимался на подиум). Кроме того, работал комментатором на телевидении.

## Личная жизнь
Жена Бернадетт. Дочери: Камилла и Маргарита (род. 6 ноября 1980 года). Маргарита также принимает участие в автогонках.

## Результаты гонок в Формуле-1
| Легенда к таблице |                                                                    |
| --- | ------------------------------------------------------------------ |
| В таблице перечислены результаты всех Гран-при Формулы-1, в которых принимал участие гонщик. Строками таблицы являются сезоны, столбцами — этапы чемпионата мира. В каждой клетке указаны сокращённое название этапа и результат, дополнительно обозначенный цветом. Расшифровка обозначений и цветов представлена в нижеследующей таблице. |                                                                    |
| \| Пример \| Описание \| \| ------------ \| ------------------------------------------------------------------ \| \| 1 \| Победитель \| \| 2 \| Второе место \| \| 3 \| Третье место \| \| 5 \| Финишировал, заработав очки \| \| Сход \| Не финишировал, но при этом заработал очки \| \| 12 \| Финишировал, не получив очков \| \| НКЛ \| Финишировал, но не попал в финальную классификацию \| \| 15 \| Участвовал вне зачёта, либо по отдельной классификации \| \| 18 \| Не финишировал, но попал в финальную классификацию \| \| Сход \| Не финишировал \| \| НКВ \| Не прошёл квалификацию \| \| НПКВ \| Не прошёл предквалификацию \| \| ДСК \| Дисквалифицирован \| \| ИСК \| Исключён из протокола соревнований \| \| ТТ \| Заявлен для участия только в тренировках \| \| НС \| Участвовал в квалификации, но не стартовал в гонке \| \| Т \| Травмирован или болен \| \| ОТК \| Отказ от участия \| \| НТР \| Прибыл на соревнования, но на трассу не выезжал \| \| НПР \| Был заявлен в числе участников, но не прибыл к началу соревнований \| \| О \| Соревнования отменены \| \| \| Не участвовал \| \| Поул-позиция \| \| \| Быстрый круг \| \| |                                                                    |
| Пример | Описание                                                           |
| 1 | Победитель                                                         |
| 2 | Второе место                                                       |
| 3 | Третье место                                                       |
| 5 | Финишировал, заработав очки                                        |
| Сход | Не финишировал, но при этом заработал очки                         |
| 12 | Финишировал, не получив очков                                      |
| НКЛ | Финишировал, но не попал в финальную классификацию                 |
| 15 | Участвовал вне зачёта, либо по отдельной классификации             |
| 18 | Не финишировал, но попал в финальную классификацию                 |
| Сход | Не финишировал                                                     |
| НКВ | Не прошёл квалификацию                                             |
| НПКВ | Не прошёл предквалификацию                                         |
| ДСК | Дисквалифицирован                                                  |
| ИСК | Исключён из протокола соревнований                                 |
| ТТ | Заявлен для участия только в тренировках                           |
| НС | Участвовал в квалификации, но не стартовал в гонке                 |
| Т | Травмирован или болен                                              |
| ОТК | Отказ от участия                                                   |
| НТР | Прибыл на соревнования, но на трассу не выезжал                    |
| НПР | Был заявлен в числе участников, но не прибыл к началу соревнований |
| О | Соревнования отменены                                              |
| | Не участвовал                                                      |
| Поул-позиция |                                                                    |
| Быстрый круг |                                                                    |

| Сезон | Команда | Шасси   | Двигатель        | Ш | 1        | 2        | 3        | 4        | 5        | 6        | 7        | 8        | 9        | 10       | 11       | 12       | 13       | 14       | 15       | 16       | 17    | Место | Очки |
| ----- | ------- | ------- | ---------------- | - | -------- | -------- | -------- | -------- | -------- | -------- | -------- | -------- | -------- | -------- | -------- | -------- | -------- | -------- | -------- | -------- | ----- | ----- | ---- |
| 1974  | Уильямс | FW02    | Cosworth DFV V8  | F | АРГ      | БРА      | ЮАР      | ИСП      | БЕЛ      | МОН      | ШВЕ      | НИД      | ФРА      | ВЕЛ      | ГЕР Сход | АВТ НКЛ  | ИТА Сход | КАН 15   | США Сход |          |       | НКЛ   | 0    |
| 1975  | Уильямс | FW02    | Cosworth DFV V8  | G | АРГ Сход | БРА 11   | ЮАР НКЛ  | ИСП      |          |          |          |          |          |          |          |          |          |          |          |          |       | 13    | 6    |
| 1975  | Уильямс | FW04    | Cosworth DFV V8  | G |          |          |          |          | МОН НКВ  | БЕЛ Сход | ШВЕ      | НИД Сход | ФРА 11   | ВЕЛ Сход | ГЕР 2    | АВТ Сход | ИТА Сход | США НС   |          |          |       | 13    | 6    |
| 1976  | Лижье   | JS5     | Матра MS73 V12   | G | БРА Сход | ЮАР Сход | СШЗ 4    | ИСП 12   | БЕЛ 3    | МОН 12   | ШВЕ 4    | ФРА 14   | ВЕЛ ДСК  | ГЕР НС   | АВТ 2    | НИД Сход | ИТА 3    | КАН Сход | США Сход | ЯПО 7    |       | 7     | 20   |
| 1977  | Лижье   | JS7     | Матра MS76 V12   | G | АРГ НКЛ  | БРА Сход | ЮАР Сход | СШЗ 9    | ИСП 7    | МОН 7    | БЕЛ Сход | ШВЕ 1    | ФРА 8    | ВЕЛ 6    | ГЕР Сход | АВТ Сход | НИД 2    | ИТА 8    | США 7    | КАН Сход | ЯПО 5 | 10    | 18   |
| 1978  | Лижье   | JS7     | Матра MS76 V12   | G | АРГ 16   | БРА 9    |          | СШЗ 5    |          |          |          |          |          |          |          |          |          |          |          |          |       | 8     | 19   |
| 1978  | Лижье   | JS7/9   | Матра MS76 V12   | G |          |          | ЮАР 5    |          |          | БЕЛ 5    |          |          | ФРА 7    | ВЕЛ 10   |          |          |          |          |          |          |       | 8     | 19   |
| 1978  | Лижье   | JS9     | Матра MS78 V12   | G |          |          |          |          | МОН Сход |          | ИСП 3    | ШВЕ 7    |          |          | ГЕР 3    | АВТ 5    | НИД 8    | ИТА 4    | США 11   | КАН Сход |       | 8     | 19   |
| 1979  | Лижье   | JS11    | Cosworth DFV V8  | G | АРГ 1    | БРА 1    | ЮАР Сход | СШЗ Сход | ИСП Сход | БЕЛ 2    | МОН Сход | ФРА 8    | ВЕЛ Сход | ГЕР 3    | АВТ 3    | НИД 3    | ИТА Сход | КАН Сход | США Сход |          |       | 4     | 36   |
| 1980  | Лижье   | JS11/15 | Cosworth DFV V8  | G | АРГ Сход | БРА Сход | ЮАР 2    | СШЗ Сход | БЕЛ 11   | МОН 2    | ФРА 3    | ВЕЛ Сход | ГЕР 1    | АВТ 4    | НИД 3    | ИТА 9    | КАН 8    | США 5    |          |          |       | 4     | 34   |
| 1981  | Лижье   | JS17    | Матра MS81 V12   | M | СШЗ Сход | БРА 6    | АРГ Сход | САН Сход | БЕЛ 2    | МОН 3    | ИСП 2    | ФРА Сход | ВЕЛ 3    | ГЕР 3    | АВТ 1    | НИД Сход | ИТА Сход | КАН 1    | СИЗ 6    |          |       | 4     | 44   |
| 1982  | Лижье   | JS17    | Матра MS81 V12   | M | ЮАР Сход | БРА Сход |          |          | БЕЛ 9    |          | ДЕТ 6    | КАН Сход |          |          |          |          |          |          |          |          |       | 17    | 5    |
| 1982  | Лижье   | JS17B   | Матра MS81 V12   | M |          |          | СШЗ Сход | САН      |          |          |          |          |          |          |          |          |          |          |          |          |       | 17    | 5    |
| 1982  | Лижье   | JS19    | Матра MS81 V12   | M |          |          |          |          |          | МОН Сход |          |          | НИД Сход | ВЕЛ Сход | ФРА 14   | ГЕР Сход | АВТ 3    | ШВА Сход | ИТА Сход | СИЗ Сход |       | 17    | 5    |
| 1983  | Уильямс | FW08C   | Cosworth DFY V8  | G | БРА 4    | СШЗ 4    | ФРА 6    | САН 7    | МОН Сход | БЕЛ 6    | ДЕТ 5    | КАН Сход | ВЕЛ 12   | ГЕР 6    | АВТ Сход | НИД Сход | ИТА НКВ  | ЕВР НКВ  |          |          |       | 11    | 11   |
| 1983  | Уильямс | FW09    | Хонда RA163E V6T | G |          |          |          |          |          |          |          |          |          |          |          |          |          |          | ЮАР Сход |          |       | 11    | 11   |
| 1984  | Уильямс | FW09    | Хонда RA163E V6T | G | БРА Сход | ЮАР Сход | БЕЛ Сход | САН Сход | ФРА 8    | МОН 8    | КАН Сход | ДЕТ 5    | ДАЛ 4    |          |          |          |          |          |          |          |       | 14    | 5    |
| 1984  | Уильямс | FW09B   | Хонда RA164E V6T | G |          |          |          |          |          |          |          |          |          | ВЕЛ Сход | ГЕР Сход | АВТ Сход | НИД Сход | ИТА Сход | ЕВР Сход | ПОР 14   |       | 14    | 5    |
| 1985  | Лижье   | JS25    | Рено EF4B V6T    | P | БРА 6    | ПОР Сход | САН Сход | МОН 6    | КАН 8    | ДЕТ 12   | ФРА Сход | ВЕЛ 3    | ГЕР 3    | АВТ Сход | НИД Сход | ИТА Сход | БЕЛ 11   | ЕВР Сход | ЮАР      | АВС 2    |       | 9     | 16   |
| 1986  | Лижье   | JS27    | Рено EF4B V6T    | P | БРА 3    | ИСП Сход | САН Сход | МОН 6    | БЕЛ 5    | КАН 7    | ДЕТ 2    | ФРА 6    | ВЕЛ НС   | ГЕР      | ВЕН      | АВТ      | ИТА      | ПОР      | МЕК      | АВС      |       | 8     | 14   |